# Янтіково (Козловський район)
Я́нтіково (рос. Янтиково, чув. Малти Чăрăшкасси) — присілок у складі Козловського району Чувашії, Росія. Входить до складу Андрієво-Базарського сільського поселення.
Населення — 254 особи (2010; 338 у 2002).
Національний склад:
- чуваші — 99 %

В присілку народився Герой Соціалістичної праці Ємельянов Георгій Іванович (1912-1969).